# Patriziana
Patriziana is een geslacht van halfvleugeligen uit de familie Aphrophoridae. De wetenschappelijke naam van dit geslacht is voor het eerst geldig gepubliceerd in 1935 door Lallemand.

## Soorten
Het geslacht Patriziana omvat de volgende soorten:
- Patriziana brunnea (Lallemand, 1920)
- Patriziana elongata Lallemand, 1935
- Patriziana somalica (Lallemand, 1930)